# Olympische Sommerspiele 1960/Schwimmen – 100 m Freistil (Männer)
Der Schwimmwettkampf über 100 Meter Freistil der Männer bei den Olympischen Spielen 1960 in Rom wurde am 26. und 27. August ausgetragen. Der Australier John Devitt wurde Olympiasieger. Silber ging an Lance Larson aus den Vereinigten Staaten und Bronze an den Brasilianer Manuel dos Santos Júnior.

## Rekorde
Vor Beginn der Olympischen Spiele waren folgende Rekorde gültig.
| Weltrekord         | 54,6 s | John Devitt   | Brisbane, Australien  | 28. Januar 1957   |
| Olympischer Rekord | 55,4 s | John Henricks | Melbourne, Australien | 30. November 1956 |

Folgende neue Rekorde wurden aufgestellt:
| Olympischer Rekord | 55,2 s | John Devitt  | Finale |
| Olympischer Rekord | 55,2 s | Lance Larson | Finale |

## Ergebnisse

### Vorläufe
Die 24 schnellsten Athleten aller Läufe qualifizierten sich für das Halbfinale.
Lauf 1
| Rang | Athlet            | Nation     | Zeit       | Anm. |
| ---- | ----------------- | ---------- | ---------- | ---- |
| 1    | Karri Käyhkö      | Finnland   | 56,8 s     |      |
| 2    | Keigo Shimizu     | Japan      | 57,3 s     |      |
| 3    | Ezio Della Savia  | Italien    | 58,2 s     |      |
| 4    | Gert Kölli        | Österreich | 58,3 s     |      |
| 5    | Herlander Ribeiro | Portugal   | 1:00,2 min |      |
| 6    | Leopoldo Rodés    | Spanien    | 1:00,7 min |      |
| 7    | René Wagner       | Luxemburg  | 1:04,3 min |      |

Lauf 2
| Rang | Athlet           | Nation      | Zeit       | Anm. |
| ---- | ---------------- | ----------- | ---------- | ---- |
| 1    | John Devitt      | Australien  | 56,0 s     |      |
| 2    | Alain Gottvallès | Frankreich  | 56,3 s     |      |
| 3    | Uwe Jacobsen     | Deutschland | 57,9 s     |      |
| 4    | Igor Luschkowski | Sowjetunion | 57,9 s     |      |
| 5    | Achmad Dimyati   | Indonesien  | 59,1 s     |      |
| 6    | Luis Nicolao     | Argentinien | 1:00,2 min |      |
| 7    | Fong Seow Jit    | Malaya      | 1:03,4 min |      |
| 8    | Alfred Grixti    | Malta       | 1:07,8 min |      |

Lauf 3
| Rang | Athlet                   | Nation      | Zeit       | Anm. |
| ---- | ------------------------ | ----------- | ---------- | ---- |
| 1    | Manuel dos Santos Júnior | Brasilien   | 56,3 s     |      |
| 2    | Andrzej Salamon          | Polen       | 56,5 s     |      |
| 3    | Jorge Escalante          | Mexiko      | 57,6 s     |      |
| 4    | Cam Grout                | Kanada      | 57,6 s     |      |
| 5    | Ron Kroon                | Niederlande | 57,7 s     |      |
| 6    | Gérard Gropaiz           | Frankreich  | 59,3 s     |      |
| 7    | Peter Bärtschi           | Schweiz     | 1:02,9 min |      |

Lauf 4
| Rang | Athlet         | Nation      | Zeit       | Anm. |
| ---- | -------------- | ----------- | ---------- | ---- |
| 1    | Gyula Dobay    | Ungarn      | 56,5 s     |      |
| 2    | Witali Sorokin | Sowjetunion | 58,2 s     |      |
| 3    | Bengt Nordwall | Schweden    | 58,5 s     |      |
| 4    | Jan Bouwman    | Niederlande | 58,8 s     |      |
| 5    | Amiram Trauber | Israel      | 59,7 s     |      |
| 6    | Cheung Kin Man | Hongkong    | 1:01,1 min |      |

Lauf 5
| Rang | Athlet              | Nation         | Zeit       | Anm. |
| ---- | ------------------- | -------------- | ---------- | ---- |
| 1    | John Henricks       | Australien     | 56,9 s     |      |
| 2    | Per-Ola Lindberg    | Schweden       | 57,1 s     |      |
| 3    | László Lantos       | Ungarn         | 57,4 s     |      |
| 4    | Stanley Clarke      | Großbritannien | 59,1 s     |      |
| 5    | Fernando de Abreu   | Brasilien      | 1:00,1 min |      |
| 6    | Gudmunður Gíslason  | Island         | 1:00,8 min |      |
| 7    | Freddie Elizalde    | Philippinen    | 1:03,0 min |      |
| 8    | Christopher Dowling | Malta          | 1:08,9 min |      |

Lauf 6
| Rang | Athlet            | Nation             | Zeit       | Anm. |
| ---- | ----------------- | ------------------ | ---------- | ---- |
| 1    | Bruce Hunter      | Vereinigte Staaten | 56,6 s     |      |
| 2    | Richard Pound     | Kanada             | 56,7 s     |      |
| 3    | Rubén Roca        | Kuba               | 58,3 s     |      |
| 4    | Janez Kocmur      | Jugoslawien        | 58,7 s     |      |
| 5    | Giorgio Perondini | Italien            | 58,9 s     |      |
| 6    | Phan Hữu Dong     | Südvietnam         | 1:01,3 min |      |
| 7    | Ünsal Fikirci     | Türkei             | 1:03,0 min |      |

Lauf 7
| Rang | Athlet            | Nation                | Zeit       | Anm. |
| ---- | ----------------- | --------------------- | ---------- | ---- |
| 1    | Lance Larson      | Vereinigte Staaten    | 55,7 s     |      |
| 2    | Aubrey Bürer      | Südafrikanische Union | 56,3 s     |      |
| 3    | Katsuki Ishihara  | Japan                 | 57,5 s     |      |
| 4    | Bernard Aluchna   | Polen                 | 57,9 s     |      |
| 5    | Paul Voell        | Deutschland           | 58,0 s     |      |
| 6    | William O’Donnell | Großbritannien        | 59,2 s     |      |
| 7    | Gojko Arneri      | Jugoslawien           | 1:00,5 min |      |
| 8    | Itzhak Luria      | Israel                | 1:00,9 min |      |

### Halbfinale
Die acht schnellsten Athleten aller Läufe qualifizierten sich für das Finale.
Lauf 1
| Rang | Athlet           | Nation                | Zeit   | Anm. |
| ---- | ---------------- | --------------------- | ------ | ---- |
| 1    | Lance Larson     | Vereinigte Staaten    | 55,5 s |      |
| 2    | Bruce Hunter     | Vereinigte Staaten    | 55,7 s |      |
| 3    | Aubrey Bürer     | Südafrikanische Union | 56,5 s |      |
| 4    | Keigo Shimizu    | Japan                 | 57,1 s |      |
| 5    | Igor Luschkowski | Sowjetunion           | 57,5 s |      |
| 6    | Cam Grout        | Kanada                | 58,0 s |      |
| 7    | Paul Voell       | Deutschland           | 58,4 s |      |
| 8    | Alain Gottvallès | Frankreich            | 58,5 s |      |

Lauf 2
| Rang | Athlet          | Nation      | Zeit   | Anm. |
| ---- | --------------- | ----------- | ------ | ---- |
| 1    | John Devitt     | Australien  | 55,8 s |      |
| 2    | Richard Pound   | Kanada      | 56,5 s |      |
| 3    | Andrzej Salamon | Polen       | 56,9 s |      |
| 4    | John Henricks   | Australien  | 57,2 s |      |
| 5    | Uwe Jacobsen    | Deutschland | 57,4 s |      |
| 6    | László Lantos   | Ungarn      | 58,0 s |      |
| 7    | Witali Sorokin  | Sowjetunion | 58,7 s |      |
| 8    | Jorge Escalante | Mexiko      | 59,0 s |      |

Lauf 3
| Rang | Athlet                   | Nation      | Zeit   | Anm. |
| ---- | ------------------------ | ----------- | ------ | ---- |
| 1    | Gyula Dobay              | Ungarn      | 56,3 s |      |
| 2    | Manuel dos Santos Júnior | Brasilien   | 56,3 s |      |
| 3    | Per-Ola Lindberg         | Schweden    | 56,4 s |      |
| 4    | Karri Käyhkö             | Finnland    | 56,6 s |      |
| 5    | Bernard Aluchna          | Polen       | 57,8 s |      |
| 6    | Katsuki Ishihara         | Japan       | 57,8 s |      |
| 7    | Ron Kroon                | Niederlande | 57,9 s |      |
| 8    | Ezio Della Savia         | Italien     | 58,4 s |      |

### Finale
| Rang | Athlet                   | Nation                | Zeit   | Anm. |
| ---- | ------------------------ | --------------------- | ------ | ---- |
| 1    | John Devitt              | Australien            | 55,2 s | OR   |
| 2    | Lance Larson             | Vereinigte Staaten    | 55,2 s | OR   |
| 3    | Manuel dos Santos Júnior | Brasilien             | 55,4 s |      |
| 4    | Bruce Hunter             | Vereinigte Staaten    | 55,6 s |      |
| 5    | Gyula Dobay              | Ungarn                | 56,3 s |      |
| 6    | Richard Pound            | Kanada                | 56,3 s |      |
| 7    | Aubrey Bürer             | Südafrikanische Union | 56,3 s |      |
| 8    | Per-Ola Lindberg         | Schweden              | 57,1 s |      |